# Immanuelkerk (Tilburg)
De Immanuelkerk is een voormalige protestantse kerk te Tilburg. Het gebouw bevindt zich aan de Gasstraat 30. 

## Geschiedenis

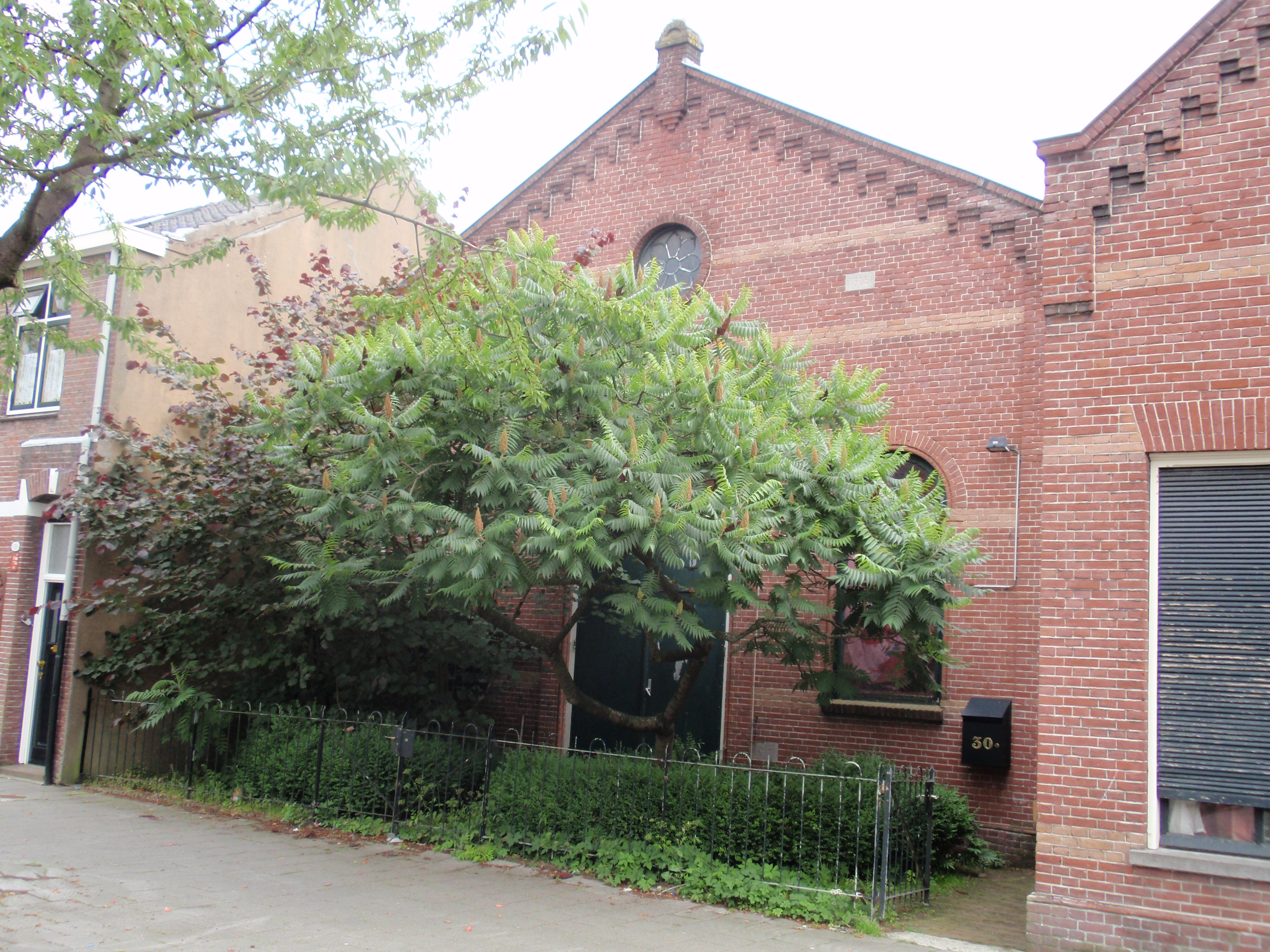
De kerk in 2011

De kerk werd als hervormde kerk gebouwd en ingewijd in 1910. Ze was in gebruik naast de Pauluskerk. Het gebouw is uiteindelijk onttrokken aan de eredienst, waarna het een nieuwe bestemming kreeg als glazeniersatelier. 
Het gebouw is geklasseerd als Rijksmonument.

## Architectuur
Dit eenbeukige zaalkerkje is gebouwd in een eenvoudige neoromaanse stijl. De architect was vermoedelijk L.W. van Muilwijk. 

## Externe bron
- ReliWiki